# 가브리엘레 로세티 (사격 선수)
가브리엘레 로세티(이탈리아어: Gabriele Rossetti, 1995년 3월 7일~)는 이탈리아의 사격 선수이다. 2016년 하계 올림픽 남자 스키트 종목 금메달을 획득했으며 2024년 하계 올림픽 스키트 혼성 단체전에서 금메달을 획득했다.